# Gáli József
Gáli József (Gyula, 1930. február 10. – Budapest, 1981. március 5.) József Attila-díjas magyar író, műfordító.

## Élete
Szüleit és testvéreit fiatalon elvesztette. 1944-ben orvos szüleivel és medikus nővérével együtt Auschwitzba hurcolták. Bátyja munkaszolgálatosként halt meg. 1955-ben szerzett diplomát a budapesti Színház- és Filmművészeti Főiskolán.
1956. október 6-án, Rajk László újratemetése napján mutatták be a budapesti József Attila Színházban a Szabadsághegy című, Rákosi személyi kultuszát bíráló drámáját. Az egy (más visszaemlékezések szerint pár előadást) megért színdarab bemutatóján Nagy Imre is ott volt.
Az 1956-os forradalom- és szabadságharcban szerkesztőként, majd a Péterfy Sándor utcai kórházban működő ellenállócsoport tagjaként vett részt. Az év december 5-én „ellenforradalmi tevékenység” vádjával letartóztatták. 1957. június 20-án halálra ítélték. Nemzetközi tiltakozásra halálbüntetését szerkesztőtársa és barátja, Obersovszky Gyula halálbüntetésével együtt felfüggesztették. Ügyének felülvizsgálatával tizenöt év börtönbüntetésre ítélték. Amnesztiával szabadult 1961. április 4-én. 1963-ban tudott csak elhelyezkedni az Országos Széchényi Könyvtár Színháztörténeti Tárában, ahol 1975-ös nyugdíjazásáig dolgozott.
Műfordítóként Heinrich Böll, Bertolt Brecht, Peter Handke, Hermann Hesse, Ödön von Horváth, Henrik Ibsen, Franz Kafka, Friedrich Schiller, Frank Wedekind és mások műveit fordította.

## Művei
- Erős János (mesejáték, 1951)
- A királyné szoknyája (mesék, Ifjúsági Könyvkiadó, 1955)
- Szabadsághegy (dráma, 1955)
- Szúnyogok és nemeskócsagok (elbeszélések, Szépirodalmi Könyvkiadó, 1981)
- Daliás idők (dráma, 1983)
- A hét bölcső fája (válogatott mesék, Egyházfórum, 2000)
- A püspök madarai (elbeszélések és drámák, Kalligram, 2017)[2]

## Műfordításai
- Heinrich Böll: Egy szolgálati út vége, Európa Könyvkiadó, 1968
- Hemann Hesse: Narciss és Goldmund, Európa Könyvkiadó, 1963